# 야마조에촌 (기후현)
야마조에촌(일본어: 山添村)은 일본 기후현 모토스군에 존재했던 촌이다. 현재의 모토스시에 해당한다.
합병으로 모토스촌(1960년에 모토스정에 촌제 시행)이 된 후 2004년 2월 1일에 모토스 군 모토스 정, 신세이 정, 이토누키 정, 네오 촌과 합병해 모토스시가 되었다.
예전의 모토스촌의 서부에 해당한다. 촌의 이름은 '산을 따라가다'에서 유래하였으며, 마을의 동쪽 산을 따라 남북으로 길쭉한 촌이다. 또한 서쪽은 네오강과 접한다.

## 역사
- 에도시대에 이 지역은 모토스군으로 오가키번령, 오와리번령이었다.
- 1897년 4월 1일 - 야마구치촌, 소이나카지마촌이 합병해 성립하였다.
- 1927년 11월 24일 - 소작 쟁의가 격화, 마을 밖으로부터의 응원도 포함해 수천명이 결집해. 지주택을 농민등이 둘러싸고 있는 중에 방화되어 별채나 문이 소실되었다.
- 1950년 6월 1일 - 몬주촌과 합병해 모토스촌이 성립하여, 동일 야마조에촌은 폐지되었다.

## 참고 문헌
- 角川日本地名大辞典編纂委員会,『角川日本地名大辞典 21 岐阜県』1980, 角川書店
- 市町村名変遷辞典 東京堂出版